# Sneads
Sneads – miasto w Stanach Zjednoczonych, w stanie Floryda, w hrabstwie Jackson.